# Morainville-sur-Damville
Pour l’article homonyme, voir Morainville.
Ancienne commune de l'Eure, Morainville-sur-Damville a fusionné en 1972 avec Boissy-sur-Damville et Créton pour former la nouvelle commune de Buis-sur-Damville.

## Histoire
L'église dédiée à sainte Radegonde,  Inscrite MH (1926), fut donnée en 1070 à l'abbaye Notre-Dame de Lyre par Robert de Tranchevilliers, Ier du nom. Ce n'est qu'à partir du XIIIe siècle qu'on trouve la mention d'une famille "De Morainville" (Gohier, puis Mathieu, Pierre et Guillaume de Morainville) qui possédèrent ces terres jusqu'à la Révolution, puisque Potin, sieur de Morainville est cité au nombre des «comparants des trois ordres du bailliage d'Évreux en mars 1789».
Les principaux fiefs furent : le Boulay, le Breuil, le Petit Gérier et le Grand Gérier. En 1867, Morainville comptait 209 habitants, 6 hameaux dont L'Enfer et Les Hayeux, 3 débits de boissons, 4 000 arbres à cidre et pas d'industrie. Pour le culte et pour l'enseignement, la commune était rattachée à Boissy-sur-Damville.
La mairie fut construite au printemps 1872. Le premier maire fut Nicolas Potin, dernier seigneur de Morainville. Les réunions du conseil municipal se tenaient le dimanche matin à 8 h. Quoi qu'il en soit, l'orme est à l'origine de l'expression rendez-vous sous l'orme, qui signifie que le rendez-vous ne sera pas honoré par celui qui l'a fixé. Entre l'arbre et la mairie se trouvait le puits communal. Autrefois, chacun pouvait y venir puiser son eau selon ses besoins. L'actuelle salle du conseil municipal représente la construction originelle de la mairie; c'est là qu'ont lieu les événements solennels et que l'on vient voter.